# Narodno gledališče München
Narodno gledališče (nemško Nationaltheater) na Max-Joseph-Platzu v Münchnu, Nemčija, je zgodovinska operna hiša, kjer domujejo bavarska državna opera, bavarski državni orkester in bavarski državni balet.

## Stavba

### Prvo gledališče – 1818 do 1823
Prvo gledališče je leta 1810 naročil kralj Maksimilijan I. Bavarski, ker je imelo bližnje gledališče Cuvilliés premalo prostora. Zasnoval ga je Karl von Fischer, po vzoru Odéona v Parizu iz leta 1782. Gradnja se je začela 26. oktobra 1811, vendar je bila prekinjena leta 1813 zaradi težav pri financiranju. Leta 1817 je prišlo do požara v nedokončani stavbi.
Novo gledališče se je končno odprlo 12. oktobra 1818 s predstavo Die Weihe Ferdinanda Fränzla, vendar ga je kmalu, 14. januarja 1823, uničil še en požar ; zažgal se je scenski dekor med predstavo Die beyden Füchse, ki jo je napisal Étienne Méhul in požara ni bilo mogoče pogasniti, ker je bila voda za oskrbo zamrznjena.  Po naključju je pariški Odéon zgorel leta 1818.

### Drugo gledališče – 1825 do 1943
Drugo gledališče, ki ga je zasnoval Leo von Klenze, je vključeval neogrški portik in trikotni pediment ter vhod s korintskimi stebri. Leta 1925 je bil spremenjen, da bi ustvaril razširjeno gledališko območje s posodobljeno opremo. Stavba je bila uničena v zračnem napadu v noči 3. oktobra 1943.

### Tretje gledališče – 1963 do danes
Tretje in sedanje gledališče (1963) ponazarja izvirno neoklasicistično oblikovanje Karla von Fischerja, čeprav v nekoliko večji obliki z 2100 sedeži . Veličastna kraljeva loža je središče notranjega rondela, okrašenega z dvema velikima kariatidama. Nov oder pokriva 2500 kvadratnih metrov in je tako tretje največja na svetu za Opéra Bastille v Parizu in Grand Theatre v Varšavi.
Z dosledno uporabo lesa kot gradbenega materiala ima avditorij odlično akustiko. Arhitekt Gerhard Moritz Graubner je ohranil prvotni videz preddverja in glavnega stopnišča . Gledališče je bilo odprto 21. novembra 1963 s predstavo Die Frau ohne Schatten pod vodstvom Josepha Keilbertha . Dve noči kasneje je bil prvi javni nastop Mojstri pevci Nürnberški, spet pod vodstvom Keilberthom. 

## Glasba
V zgodnjih letih je Narodno gledališče doživelo premiere številnih oper, vključno z mnogimi nemškimi skladatelji: Wagnerjeva Tristan in Isolda (1865), Mojstri pevci Nürnberški (1868), Rensko zlato (1869) in Valkiria (1870), po katerih se je Wagner odločil za gradnjo Festivalne dvorane v Bayreuthu in tam nadaljeval premiere svojih del.
V drugi polovici 19. stoletja je v gledališču pustil svoj pečat Richard Strauss, rojen leta 1864. Po potrditvi za dirigenta se je Strauss vrnil v gledališče od leta 1894 do 1898. V predvojnem obdobju sta bili njegovi Friedenstag (1938) in Capriccio premierno predvajani v Münchnu. V povojnem obdobju je hiša doživela pomembne produkcije in številne svetovne premiere.